# Avondale (Luisiana)
Avondale es un lugar designado por el censo ubicado en la parroquia de Jefferson en el estado estadounidense de Luisiana. En el Censo de 2010 tenía una población de 4954 habitantes y una densidad poblacional de 319,32 personas por km².

## Geografía
Avondale se encuentra ubicado en las coordenadas 29°54′2″N 90°11′36″O / 29.90056, -90.19333. Según la Oficina del Censo de los Estados Unidos, Avondale tiene una superficie total de 15.51 km², de la cual 14.39 km² corresponden a tierra firme y (7.23%) 1.12 km² es agua.

## Demografía
Según el censo de 2010, había 4954 personas residiendo en Avondale. La densidad de población era de 319,32 hab./km². De los 4954 habitantes, Avondale estaba compuesto por el 55.41% blancos, el 26.77% eran afroamericanos, el 0.46% eran amerindios, el 11.59% eran asiáticos, el 0.04% eran isleños del Pacífico, el 3.31% eran de otras razas y el 2.42% pertenecían a dos o más razas. Del total de la población el 9.71% eran hispanos o latinos de cualquier raza.

## Educación
Las Escuelas Públicas de la Parroquia de Jefferson gestiona escuelas públicas.